# Шухевич, Владимир Иосифович
Влади́мир Ио́сифович Шухе́вич (укр. Володимир Осипович Шухевич; 15 марта 1849, Тышковцы — 10 апреля 1915, Львов) — украинский общественный деятель, этнограф, педагог и публицист, действительный член Научного общества имени Тараса Шевченко. Дед главнокомандующего УПА Романа Шухевича.

## Биография
Владимир Шухевич окончил Львовский университет. С 1876 года работал учителем средних школ, был инициатором создания и одним из руководителей многих львовских общественных организаций, в частности «Просвита» (укр. «Просвіта»), «Русского (Украинского) педагогического общества», «Русской Беседы» (председатель в 1895—1910), «Боян» (1891) и музыкального общества имени Лысенко (1903—1915), для которого построил здание.
Шухевич был основателем и редактором (1890—1895) детского журнала «Звонок», автором и издателем детских книг и азбук, редактором газеты «Учитель» (1893—1895), «Русской книги для чтения», сотрудником газет «Заря» и «Дело». Совместно с Анатолем Вахняниным основал в 1903 году Союз певческих и музыкальных обществ.
Вместе с графом Владимиром Дидушицким собирал этнографические материалы и художественные предметы домашнего промысла Гуцульщины. Был членом австрийского общества народоведения (с 1901 года) и этнографического общества Чехословакии (с 1903 года).